# Кубок чемпионов Индийского океана
Кубок чемпионов Индийского океана (фр. Coupe des clubs champions de l’océan Indien) — ежегодный футбольный турнир среди клубов с островов Индийского океана. Проводился под эгидой Союза футбольных федераций Индийского океана (UFFOI). В каждом из розыгрышей принимали участие по шесть команд из Коморских островов, Мадагаскара, Маврикия, Майотты, Реюньона и Сейшельских Островов.
Турнир состоял из группового этапа и двух финальных матчей, где выступали победители своих групп. Впервые турнир был проведён в 2011 году, а его победителем стал «Стад Тампонез» из Реюньона, обыгравший мадагаскарский «КНаПС Спорт». На следующих четырёх турнирах побеждали мадагаскарские команды: трижды КНаПС Спорт и один раз «Тана Формацион». В 2016 году был проведён групповой этап, а в финале должны были сыграть КНаПС Спорт и «Сен-Пьеруаз» (Реюньон). Тем не менее игра не состоялась и в дальнейшем Кубок чемпионов Индийского океана никогда больше не проводился.
Турнир не стоит путать с квалификацией на Кубок чемпионов Аутремера, который проводился среди клубов Индийского океана, который четыре раза проходил с 2004 по 2007 год.

## Результаты
| № | Год  | Уч. | Победитель     | Счёт          | Финалист     |
| - | ---- | --- | -------------- | ------------- | ------------ |
| 1 | 2011 | 6   | Стад Тампонез  | 2:0           | КНаПС Спорт  |
| 2 | 2012 | 6   | КНаПС Спорт    | 4:2           | Сен-Полуаз   |
| 3 | 2013 | 6   | Тана Формацион | 6:0           | Кот-д’Ор     |
| 4 | 2014 | 6   | КНаПС Спорт    | 2:2 (4:2 пен) | Сент-Мариенн |
| 5 | 2015 | 6   | КНаПС Спорт    | 6:3           | Сен-Полуаз   |
| 6 | 2016 | 6   | не доигран     | не доигран    | не доигран   |

## Достижения по странам
| № | Страна              | Побед | Финал |
| - | ------------------- | ----- | ----- |
| 1 | Мадагаскар          | 4     | 1     |
| 2 | Реюньон             | 1     | 3     |
| 3 | Сейшельские Острова | 0     | 1     |